# Egbert Broer Kielstra
Egbert Broer Kielstra (Leeuwarden, 6 maart 1844 - 's-Gravenhage, 4 juni 1920) was een Nederlands KNIL-officier, politicus en bestuurder.

## Jeugd en opleiding
Egbert Broer Kielstra was de tweede zoon in het gezin van de Friese onderwijzer en ambtenaar Jacob Reinders Kielstra Rzn. en Yfke Kylstra met zes kinderen. Al op 4-jarige leeftijd verloor hij zijn vader. Na de stadsburgerschool, Franse school en het gymnasium in Leeuwarden volgde Kielstra net als zijn broer de officiersopleiding bij de Koninklijke Militaire Academie in Breda van 1858 tot 1862. Deze opleiding was tijdelijk gratis door gebrek aan officieren voor het Oost-Indisch leger. Hij voltooide deze met een aanstelling als tweede luitenant-ingenieur bij het Oost-Indisch Leger, en vertrok een half jaar later naar Nederlands-Indië waar hij tot 1884 in actieve dienst zou blijven.

## Nederlands-Indië
Na zijn aanstelling vertrok Kielstra naar Batavia, waar hij werkzaam was op het topografisch bureau (1863) en het bureau van de gewestelijke geniedienst (1863-1866). In 1866 werd hij bevorderd tot eerste luitenant en werd hij adjunct-luitenant bij de generale staf in Batavia. In 1872 was hij enige tijd gelegerd in Banjoebiroe, vanaf 1873 werd hij kapitein en was hij ingedeeld bij het Korps Mineurs en Sappeurs. In 1878 kreeg hij een ambtelijke functie bij het Ministerie van Oorlog in Batavia, waarna hij in 1879 de rang majoor kreeg, bij de genie. Hij was nog in Atjeh gelegerd tot hij van mei 1881 tot maart 1882 de gewestelijk bevelhebber van de genie op de westkust van Sumatra was. Daarna was hij op verlof in Nederland. In 1898 werd hij uiteindelijk nog bevorderd tot luitenant-kolonel.
Naast zijn militaire loopbaan vervulde hij nog enkele andere relevante functies, waaronder het voorzitterschap van het Indisch Genootschap en het voorzitterschap van de Atjeh-Club. Hij leverde diverse bijdragen aan het Indisch Militair Tijdschrift.

## Politiek
In 1884 werd Kielstra, na een interne strijd bij de liberalen in het kiesdistrict Dokkum, voor het eerst in de Tweede Kamer der Staten-Generaal gekozen. In 1886 en 1887 werd hij herkozen, maar in 1888 werd hij verslagen door de antirevolutionair Okke Tietes Bosgra en na diens overlijden enkele maanden later door de antirevolutionair Luutzen de Vries. In 1891 werd Kielstra nog een laatste keer gekozen, maar in 1894 moest hij het weer afleggen, dit keer tegen de Takkiaan Cornelis Lely.
In de Kamer sprak hij vooral over zaken die het leger, de marine en de koloniën betroffen. Hij weigerde in 1886 een voordracht tot Minister van Waterstaat te aanvaarden, en werd in 1913 benoemd tot Staatsraad in buitengewone dienst.
Vanaf 1897 was hij lid van diverse raden van commissarissen van bedrijven die zich met natuurlijke grondstoffen of transport in of naar Azië bezig hielden. Ook was hij namens de regering commissaris bij de Java-China-Japan-lijn, de Koninklijke Paketvaart Maatschappij en de Nederlands-Indische Spoorweg Maatschappij.
In 1904 ontving Kielstra een eredoctoraat van de Universiteit Leiden.